# Зази в метрото
 Тази статия е за романа на Реймон Кьоно.  За филма от 1960 г. вижте Зази в метрото (филм).  
„Зази в метрото“ (оригинално заглавие на френски: Zazie dans le métro) е роман от френския писател Реймон Кьоно. Книгата е написана през 1959 г. и е първият масов успех за автора. Един от основните стремежи на Кьоно е създаването на съвременен писмен френски език, който да съответства на говоримия. В романа „Зази в метрото“ писателят с най-различни средства успява да убеди читателя, че това е възможно.

## Сюжет
Внимание:  Текстът по-долу разкрива сюжета на произведението (или части от него)!
Зази е устато и безцеремонно дванадесетгодишно момиченце от провинцията. Нейната майка, Жана Лалошер, иска да прекара известно време с новия си любовник, затова довежда Зази в Париж и от гарата я поверява на грижите на вуйчо ѝ Габриел. Най-голямото желание на Зази е да се повози с метрото, но за нейно огромно разочарование има стачка. Габриел е запазил таксито на своя приятел Шарл, за да се приберат, но надземното пътешествие никак не удовлетворява Зази; двамата възрастни не могат да стигнат до съгласие за това кои са местата край които минават и опитите им да изтъкнат определени забележителности придобиват абсурдно звучене.
Габриел живее с жена си Марселин в къща, чийто собственик – Тюрандо има кафе-ресторант в приземието. Когато Зази е сложена да спи, хазяинът Тюрандо идва да сподели опасенията си, че присъствието на хлапачката с провокативно държание ще има развращаващ ефект върху клиентелата. След като го отпращат, Габриел, който работи нощем, също излиза.
На сутринта той спи уморен и Зази се измъква почти незабелязано от къщи. Тюрандо се опитва да я прибере, но малката вдига скандал на улицата, от който той едва успява да се измъкне, набеден в нечисти намерения. Зази успява да стигне до метрото, ала то е още в стачка. Разплакана, тя привлича вниманието на издокаран субект с мустаци, когото тя нарича Образа. Отначало го мисли за любител на малки момичета и се възползва от щедростта му, като междувременно му разказва жизнерадостно за своето кърваво минало. В хода на събитията Зази стига до извода, че Образа е преоблечено ченге и се оставя да бъде заведена от него в къщи, за да изненада вуйчо си. В разговор насаме с Образа (който се представя като Педро Доставката) Габриел разкрива истинската си професия – той е „кабаретна танцьорка“ в известно гей-заведение. Малко по-късно съседът-обущар Гриду разказва на Образа, че Габриел не е хомосексуалист (защото е женен), ала танцовото му изпълнение е несравнимо.
Габриел извежда Зази да ѝ покаже забележителностите на Париж. Тя е дочула малко от разговора на вуйчо си с Образа и иска да знае какво е „хормосесуалист“ и дали Габриел е такъв. Той категорично отрича.
При Айфеловата кула Габриел очарова група чуждестранни туристи, водени от негов приятел и бива отмъкван няколко пъти от тях, за да им показва забележителности. Докато Зази се опитва да намери вуйчо си, нови герои са въвлечени в действието – самотна вдовица и регулировчикът Трускайон. Перипетиите завършват с това, че Габриел кани всички (Зази, туристите, хазяина, съседа-обущар, вдовицата и регулировчика, Шарл и новата му годеница) да видят неговото изкуство същата вечер.
Марселин не обича шумните тържества и остава вкъщи, където е споходена от Образа. Той заявява, че е пленен от нея като жена и иска да я похити. Марселин успява да го заблуди и се измъква с куфара на Зази. Става ясно, че Образа и Трускайон са едно и също лице.
На сутринта туристите заминават, а останалата част от компанията се забърква в сериозен скандал и побой. Вдовицата е убита от въоръжени сили на реда, Образа се появява в ново амплоа – Харун Алпамид, владетел обхождащ инкогнито своите земи. Следва неочаквана развръзка – групата на Габриел е спасена от тайнствен непознат. Той отвежда Зази до гарата. Макар че стачката е свършила и пътуват с метрото, Зази отново не успява да го види, защото е заспала. От думите на майката на Зази става ясно, че тайнственият непознат е всъщност Марселин, която Жана Лалошер познава като Марсел.

## Герои
- Зази: будно, подвижно дванадесетгодишно момиче с мръснишки език и провокативно поведение, в което се съчетават невинност и преждевременна зрелост – резултат от явното ѝ желание да опознае по-скоро света на възрастните.
- Габриел: вуйчото на Зази. Едър мъж, който работи като кабаретна танцьорка в известно гей заведение в Париж.
- Марселин/Марсел: жената на Габриел. Говори тихо, изглежда добре, не обича шумни забавления, не излиза без Габриел. Едва в самия край става ясно, че е мъж.
- Образа: странен персонаж, който се появява в различни образи и с различни имена – Педро Доставката, Трускайон, Харун Алпамид. В разговор с обущаря твърди, че всъщност не знае името си.
- Шарл: шофьор на такси, приятел на Габриел. Често чете рубриките за самотни сърца. Сгодява се за Мадо.
- Тюрандо: хазяин на Габриел и собственик на кафе-ресторанта „Избата“, което се помещава в същата къща. Не харесва твърде Зази, особено след като тя прави публичен скандал, обвинявайки го неоснователно в посегателство.
- Мадо: барманка/сервитьорка в „Избата“. Харесва Шарл и накрая се сгодява за него.
- Гриду: съсед на Габриел, любопитен и приказлив. По професия е обущар.
- Вдовицата Муак: самотница, рентиерка, случайно срещната от Зази в Париж. Увлича се първо по Габриел, после по Трускайон. Накрая е нелепо убита от силите на реда.
- Фьодор Баланович: туристически гид, приятел на Габриел. Води група чуждестранни туристи.
- Жана Лалошер: майката на Зази. Идва в Париж, за да се види с новия си любовник. Според историята, която Зази разказва, Жана Лалошер е убила с брадва пияния ѝ баща, за да я предпази от него и е оправдана.
- Лавердюр: говорещият папагал на Тюрандо. Обичайната му реплика е: „Дрънкаш, дрънкаш, за друго не те бива.“

## Особености на романа
- Преобладаващата част от романа е в диалогична форма.
- Изобилно е използван жаргон, което е в разрез със строгите формални правила, регламентиращи писмения френски език.
- Романът започва с неологизма Doukipudonktan – буквална фонетична транслитерация на въпроса: „D'ou qu'ils puent donc tant?“ (Откъде вони така?). На български думата е преведена като „Абеквовонитака“. Срещат се и други такива – например „Квовидим“ („Kouavouar“).
- Авторът преиначава някои думи – например многократно повтаряната „хормосесуалист“ вместо „хомосексуалист“. Зад името, с което се представя единият герой – Харун Алпамид, прозира името на известния халиф Харун ал-Рашид.
- Забелязва се повторяемост на определени изрази и събития. Така например 19 пъти се повтаря непристойното възклицание „mon cul“, преведено на български като „на таратанци“. Също така 19 пъти папагалът Лавердюр повтаря репликата „Дрънкаш, дрънкаш, за друго не те бива“. Героите 19 пъти пият сок от нар.
- Писателят използва многобройни алюзии, преки и скрити цитати. Така например в думите на Габриел: „Битие или небитие – това е въпросът.“ откриваме „Битие или небитие“ на Сартър и втората част от известния въпрос на Хамлет: „Да бъдеш или не - туй е въпросът“. Има препратки към Шекспир, Гюстав Флобер, Симон дьо Бовоар, Артюр Рембо и редица други автори и произведения.

## Адаптации
През 1960 г. Луи Мал прави едноименен филм по романа на Кьоно. Участват Катрин Демонжо в ролята на Зази и Филип Ноаре в ролята на Габриел.